# 污色白粉菌
污色白粉菌（学名：Erysiphe sordida）是属于白粉菌目白粉菌科白粉菌属的一种真菌，寄生在车前属植物上。该种分布于中国、日本、丹麦、法国、波兰、罗马尼亚、荷兰、瑞典等地。